# Čierna
Čierna es un municipio del distrito de Trebišov en la región de Košice, Eslovaquia, con una población estimada a final del año 2024 de 420 habitantes.
Se encuentra ubicado al este de la región, en la cuenca hidrográfica del río Ondava (afluente del río Bodrog que, a su vez, lo es del Tisza), y cerca de la frontera con la región de Prešov y Hungría.

## Demografía
| Año        | 1994 | 2004    | 2014     | 2024     |
| ---------- | ---- | ------- | -------- | -------- |
| Población  | 437  | 416     | 467      | 420      |
| Diferencia |      | −4,80 % | +12,25 % | −10,06 % |

| Año        | 2023 | 2024 |
| ---------- | ---- | ---- |
| Población  | 420  | 420  |
| Diferencia |      | +0 % |